# Túnel de Cu Chi
Els Túnels de Cu Chi és un sistema de túnels a 70 km al nord-oest de Saigon, Vietnam. La longitud original d'aquests túnels era de més de 200 km, però només 120 quilòmetres es conserven actualment. El Vietcong construí aquests túnels durant la Guerra del Vietnam. Hi havia hospitals, cuines, dormitoris, sales de reunions, o arsenals. El 1968, el Vietcong els va fer servir per atacar Saigon. Avui dia, els túnels de Chu Chi són una destinació per als turistes.

## La vida als túnels
Els soldats nord-americans van utilitzar el terme "Black Echo" per descriure les condicions dins dels túnels. Per al Viet Cong, la vida als túnels era difícil. L'aire, el menjar i l'aigua eren escassos, i els túnels estaven infestats de formigues, centpeus verinosos, serps, escorpins, aranyes i rosegadors. La majoria de les vegades, els soldats passaven el dia als túnels treballant o descansant i només sortien de nit per buscar subministraments, cuidar els seus cultius o enfrontar-se a l'enemic en la batalla. De vegades, durant els períodes de forts bombardejos o moviments de tropes americanes, es veurien obligats a romandre sota terra durant molts dies alhora. La malaltia era generalitzada entre la gent que vivia als túnels, especialment la malària, que era la segona causa de mort després de les ferides de batalla. Un informe del Viet Cong capturat suggereix que, en un moment donat, la meitat d'una unitat de les Forces Armades d'Alliberament del Poble (PLAF) tenia malària i que "el cent per cent tenia paràsits intestinals". d'importància.